# Julius Gremblich
Julius Gremblich (* 28. Februar 1851 als Josef Gremblich in Hall in Tirol; † 12. August 1905 ebenda) war ein k. u. k. österreichischer Franziskaner (OFM), Lehrer und naturwissenschaftlicher Sammler.
Josef Gremblich stammte aus einer Salinenarbeiterfamilie. Er besuchte das Gymnasium in Hall und trat 1867 in Salzburg in die Tiroler Franziskanerprovinz ein und erhielt den Ordensnamen Julius. Er beendete das Gymnasium 1870 in Bozen. Anschließend studierte er an der Universität Innsbruck Theologie und Naturwissenschaften. 1873 wurde er zum Priester geweiht. Seit Oktober 1873 unterrichtete er am Franziskaner-Gymnasium in Hall als Lehrer für Naturgeschichte, Mathematik und Physik. Im Februar 1874 legt er die Lehramtsprüfung ab und lehrte anschließend bis zu seinem Tode am Gymnasium in Hall. Neben seiner Lehrtätigkeit interessierte er sich für die Natur, insbesondere die Geologie und Paläontologie. Auf diesen Gebieten legte er große Sammlungen an. So sammelte er u. a. Mollusken, überwiegend rezente Formen. Seine Fossiliensammlung befindet sich heute im Geologischen Institut der Universität Innsbruck. Auch interessierte er sich für Botanik und kümmerte sich um den Klostergarten, den er ausbaute.

## Veröffentlichungen (Auswahl)
- Über die Conchylien des "Almes". Programm des Obergymnasiums, Hall 1877.